# مفطورة رومية
مفطورة رومية (بالإنجليزية: Mycoplasma meleagridis)‏ هي نوع من البكتيريا، سلبية الغرام، تتبع المفطورة.